# Заувијек твој
Заувијек твој је четврти студијски албум црногорског поп-фолк певача Дада Полументе, издат 2008. године за Вујин рекордс. На албуму су радили и Драган Брајовић Браја и Саша Ковачевић, и на њему су се нашли хитови Кафа еспресо, Љепша од ноћи, а пратеће вокале певале су Елма Селимовић и Ивана Селаков.

## Списак песама
| №   | Назив                | Текст                 | Музика                         | Трајање |  |
| 1.  | Кафе еспресо         | Суад Кургаш           | Христос Дантес                 |         |  |
| 2.  | Љепша од ноћи        | Горан Кириџић         | Гонидис Стаматис               |         |  |
| 3.  | Моја срно            | Џенита Халиловић      | Алмир Буза                     |         |  |
| 4.  | Заувијек твоја       | Драган Брајовић Браја | Никос Вертис                   |         |  |
| 5.  | Била је лијепа       | Хамза Ражнатовић      | Хамза Ражнатовић               |         |  |
| 6.  | Ти си била мени све  | Ненад Церамичић       | Саша Ковачевић, Раде Ковачевић |         |  |
| 7.  | Мајка                | Суад Кургаш           | Сами Јусуф                     |         |  |
| 8.  | Дама                 | Џенита Халиловић      | Сенад Дрешевић                 |         |  |
| 9.  | Нисам те се нагледао | Раде Вучковић         | Раде Вучковић                  |         |  |
| 10. | Истина               | Горан Кириџић         | Деспина Ванди                  |         |  |